# 2-metiloctano
El 2-metiloctano es un alcano de cadena ramificada con fórmula molecular C9H20. Puede encontrarse en varios aceites esenciales, en especial de plantas del género Hypericum.

## Síntesis
El compuesto puede sintetizarse utilizando un reactivo de Gilman: